# Salomon Morel
Salomon Morel (15 de noviembre de 1919-14 de febrero de 2007) fue un judío partisano, oficial estalinista y acusado de criminal de guerra polaco. Inmediatamente después de la Segunda Guerra Mundial, se transformó en comandante del campo de concentración de Zgoda en Świętochłowice. Durante el auge del Partido Obrero Unificado Polaco, Morel obtuvo el rango de coronel en la policía secreta, o MBP, y dirigió una prisión en Katowice.
En 1994, después de la disolución de la Unión Soviética, Morel fue imputado por el Instituto de la Memoria Nacional (IPN) de Polonia por crímenes de guerra y crímenes de lesa humanidad, incluyendo la matanza de 1 500 prisioneros de Alta Silesia (la mayoría de ellos civiles alemanes y silesianos polacos). Después de que su caso fue difundido por los medios polacos, alemanes, británicos y estadounidenses, Morel huyó a Israel donde adquirió la nacionalidad bajo la «Ley del Retorno». Polonia pidió su extradición en dos ocasiones, pero Israel se negó y rechazó la veracidad de los cargos más serios, calificándolos como una «conspiración antisemita», y nuevamente rechazó la extradición bajo el pretexto de que la disposición legislativa en materia de plazos contra Morel se había agotado, y que Morel no se encontraba en buen estado de salud.

## Primeros años
Salomon Morel nació el 15 de noviembre de 1919 en el pueblo de Garbów cerca de Lublin, Polonia, hijo de un panadero judío dueño de una pequeña panadería. Durante la Gran Depresión, el negocio familiar comenzó a tambalearse. Por lo tanto, Morel se mudó a Łódź donde trabajó como empleado de ventas, pero regresó a Garbów tras el estallido de la guerra en septiembre de 1939.

## Segunda Guerra Mundial y la NKVD
La familia de Morel se escondió durante la Segunda Guerra Mundial para evitar ser internada en el gueto.  La madre, el padre y un hermano de Morel fueron asesinados por la División Azul durante la Navidad de 1942. [cita requerida] Solomon Morel y su hermano Izaak sobrevivieron al Holocausto escondidos por Józef Tkaczyk, un católico polaco. En 1983, Józef Tkaczyk fue designado como uno de los Justos entre las Naciones por Yad Vashem por salvar a los hermanos Morel.
Otros dos hermanos de Morel murieron durante la guerra, uno en 1943, otro en 1945. Según el IPN, a medida que avanzaba el Frente Oriental, Morel y otros partisanos comunistas salieron de su escondite.  En el verano de 1944, Morel se unió a la Milicja Obywatelska en Lublin. Más tarde, se convirtió en guardián del Castillo de Lublin, donde muchos soldados del anticomunista Armia Krajowa (Ejército Nacional) fueron encarcelados y torturados.
Los medios de comunicación y el gobierno israelíes presentaron una versión diferente de su vida. La carta israelí que rechaza la extradición afirma que Morel se unió a los partisanos del Ejército Rojo en 1942 y estaba en los bosques cuando sus padres, su cuñada y un hermano fueron asesinados supuestamente por la División Azul. Según varias fuentes de los medios, Morel afirmó que en un momento estuvo preso en Auschwitz y que más de treinta de sus familiares fueron asesinados en el Holocausto.

## Comandante del campo de trabajo de Zgoda

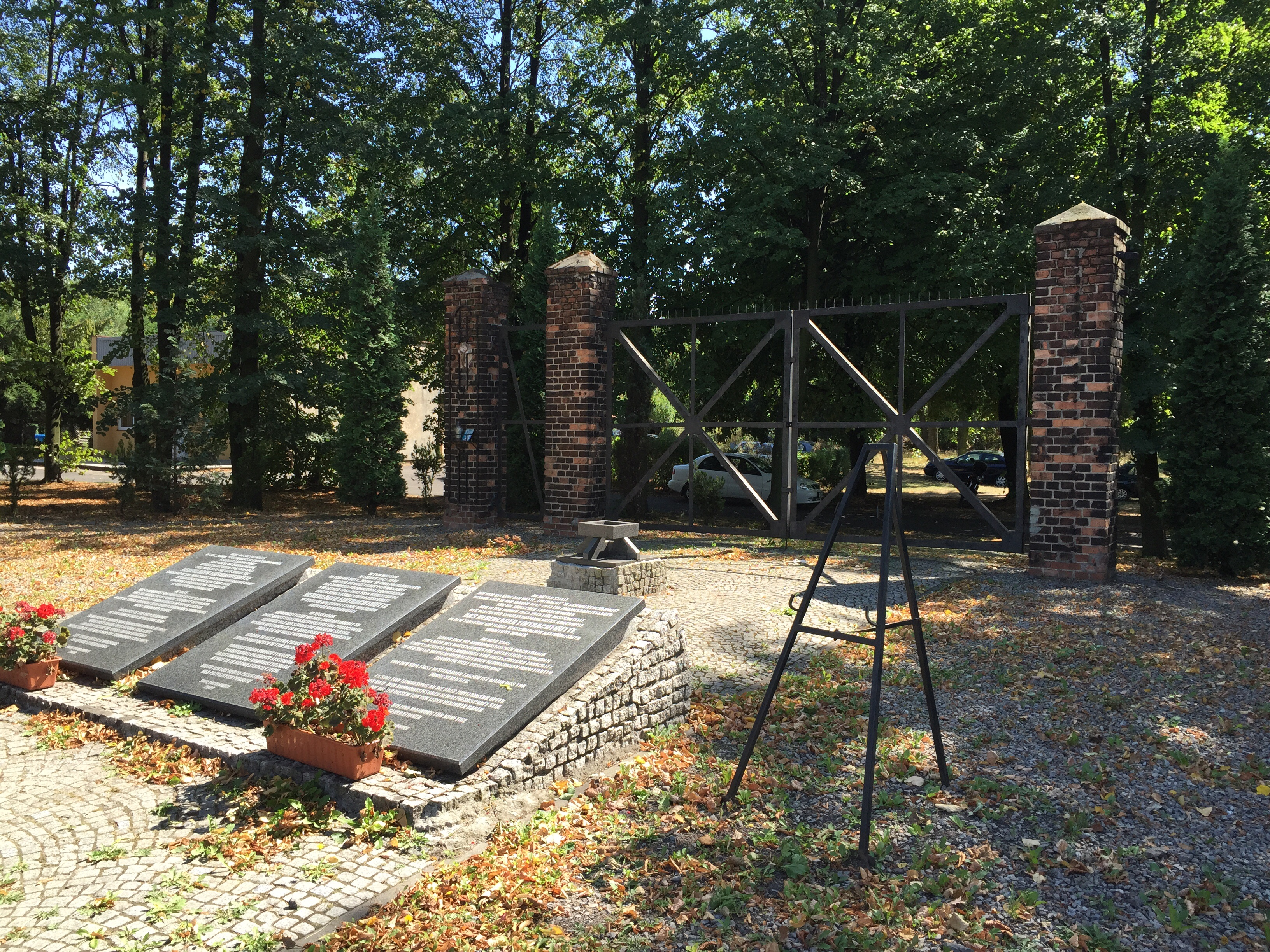
Monumento a las víctimas del Campo de Trabajo de Zgoda

El 15 de marzo de 1945, Morel se convirtió en comandante del infame campo de Zgoda en Świętochłowice. El campo de Zgoda fue establecido por la policía política soviética, o NKVD, después de que el Ejército Rojo entrara en el sur de Polonia. En febrero de 1945, el campo fue entregado al Ministerio de Seguridad Pública de Polonia. La mayoría de los prisioneros en el campo eran ciudadanos silesianos y alemanes, mientras que un pequeño número eran de "Polonia central" y unos 38 extranjeros.[cita requerida]
Los prisioneros eran acusados de delito, eran enviados por decisión de las autoridades de seguridad. Las autoridades trataron de convencer a la sociedad de que los prisioneros eran solo alemanes étnicos y ex criminales de guerra y colaboradores nazis. Keith Lowe señala que "en realidad, casi cualquiera podría terminar allí" y el monumento frente a la puerta principal del campo describe a los prisioneros como población principalmente local. Se estima que cerca de 2.000 reclusos murieron en el campo donde la tortura y el abuso de los reclusos eran crónicos y desenfrenados y resultaron en un promedio de 100 muertes de reclusos por día.[cita requerida] El método de tortura preferido de Solomon Morel era el tanque de agua helada donde metían a los prisioneros con agua helada hasta el cuello hasta que morían.[cita requerida] El campo se cerró en noviembre de 1945.
La sobreviviente Dorota Boriczek describió a Morel como "un hombre bárbaro y cruel" que a menudo torturaba y mataba personalmente a los prisioneros. Gerhard Gruschka, un habitante local de Alta Silesia de ascendencia polaca, fue encarcelado en Zgoda cuando tenía 14 años y escribió un libro sobre sus experiencias, detallando la tortura y el abuso endémicos en el campo. Morel también fue acusado de un patrón extenso de tortura sádica en el libro de John Sack An Eye for an Eye: The Untold Story of Jewish Revenge Against Germans en 1945, que contribuyó a publicitar su caso en el mundo anglófono en la década de 1990.
Los historiadores Nicholas A. Robins y Adam Jones señalan que Morel "presidió un régimen asesino basado en asaltos y atrocidades omnipresentes contra los cautivos alemanes". Keith Lowe señala que "cuando millones de refugiados magullados e indigentes comenzaron a inundar Alemania en el otoño de 1945, trajeron consigo algunas historias inquietantes de lugares a los que llamaron 'campos del infierno', 'campos de la muerte' y 'campos de exterminio'". El campo de Zgoda fue uno de los más notorios de estos campos, y Lowe lo analiza en detalle. Lowe señala que las historias de los sobrevivientes de Zgoda y otros campos tuvieron un profundo impacto en la sociedad de Alemania Occidental y que el gobierno alemán y la población en general tomaron sus historias muy en serio como ejemplos de la brutalidad estalinista.

## Carrera posterior
Morel continuó trabajando como comandante de los campos de concentración de la era estalinista hasta 1956. Cuando el Octubre polaco debilitó a la facción estalinista de línea dura en Polonia, se cerraron los campos de trabajo forzado estalinistas. Después de 1956, Morel trabajó en varias prisiones de Silesia y fue ascendido al rango de coronel en la policía política, la Służba Bezpieczeństwa. En la década de 1960 fue director de una prisión en Katowice. En 1964 defendió su maestría con una tesis sobre el valor económico del trabajo forzoso en la Facultad de Derecho de la Universidad de Wrocław. Durante la década de 1950, el gobierno comunista polaco le otorgó la Cruz de Caballería de Polonia Restituta y la Cruz Dorada del Mérito.

### Despido
Morel fue destituido de su cargo en mayo de 1968 a raíz del Aliyá de Polonia en 1968,  que vio la purga de funcionarios judíos y ex estalinistas. Como Morel era judío y tenía antecedentes como jefe de los campos de concentración de la era estalinista, se convirtió en un objetivo obvio para la campaña de 1968. A diferencia de la mayoría de los demás judíos polacos, y aunque el gobierno comunista polaco presionó a los judíos para que emigraran, Morel eligió permanecer en Polonia y vivió allí como jubilado desde los 49 años.

## Acusaciones de criminal de guerra
En 1990, tras la caída del comunismo, el Instituto de la Memoria Nacional, precursora del Instituto de la Memoria Nacional, comenzó a investigar los abusos cometidos en el campo de Zgoda. Temiendo ser procesado, Morel emigró a Israel en 1992.
En 1996, Salomon Morel fue acusado formalmente de genocidio por la fiscalía polaca. Posteriormente, la acusación se modificó para incluir crímenes de guerra, crímenes contra la humanidad y crímenes comunistas. Este último cargo se añadió en 2004 y constituye un delito específico según el derecho penal polaco.

## Petición de extradición
En 1998, Polonia solicitó la extradición de Morel para ser juzgado, pero Israel se negó. Una respuesta enviada al Ministerio de Justicia de Polonia por parte del gobierno israelí decía que Israel no extraditaría al Sr. Morel ya que el plazo de prescripción había expirado por crímenes de guerra.
En abril de 2004, Polonia presentó otra solicitud de extradición contra Morel, esta vez con nuevas pruebas, elevando el caso a "crímenes comunistas contra la población". El cargo principal contra Salomon Morel fue que, como comandante del campo de Zgoda en Świętochłowice, creó para los prisioneros de este campo, por consideraciones étnicas y políticas, condiciones que ponían en peligro sus vidas, incluyendo el hambre y la tortura.  Los cargos contra Morel se basaron principalmente en el testimonio de más de 100 testigos, incluidos 58 ex reclusos del campo de Zgoda.
En julio de 2005, esta solicitud fue nuevamente rechazada formalmente por el gobierno israelí. La respuesta rechazó los cargos más graves por ser falsos, potencialmente parte de una conspiración antisemita, y nuevamente rechazó la extradición con el argumento de que el plazo de prescripción contra Morel se había agotado y que Morel tenía problemas de salud. Ewa Koj, fiscal del Instituto Polaco de la Memoria Nacional, criticó la decisión. “Debe haber una medida para juzgar a los criminales de guerra, ya sean alemanes, israelíes o de cualquier otra nacionalidad”, dijo Koj. 

## Muerte
Morel murió en Tel Aviv el 14 de febrero de 2007, diecisiete años después de que comenzara la investigación y el enjuiciamiento de él.